# 伊芙琳·林肯

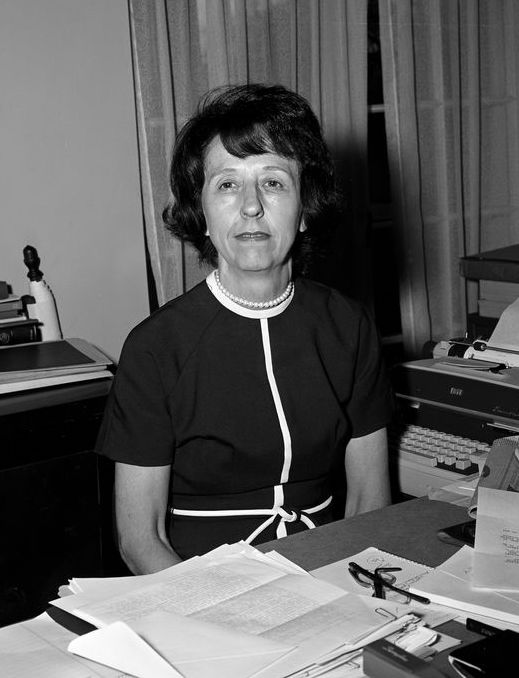
Evelyn Lincoln

伊芙琳·马里尼·诺顿·林肯（Evelyn Maurine Norton Lincoln，1909年6月25日-1995年5月11日），是约翰·肯尼迪的私人秘书。自肯尼迪于1953年当选美国参议员起，至当选美国总统，直至1963年在德克萨斯州达拉斯遇刺身亡，伊芙琳·林肯一直是肯尼迪的秘书。肯尼迪遇刺时，伊芙琳·林肯也在肯尼迪总统车队内。此后，每年的遇刺周年纪念日，伊芙琳·林肯都会前往华盛顿特区阿灵顿国家公墓的肯尼迪墓进行扫墓活动。

## 著作
林肯夫人著有两本书籍，分别是：
- 《我与约翰·肯尼迪的十二年》（My 12 Years With John F. Kennedy）
- 《肯尼迪和约翰逊》（Kennedy and Johnson），1968年著